# 佐敦薈

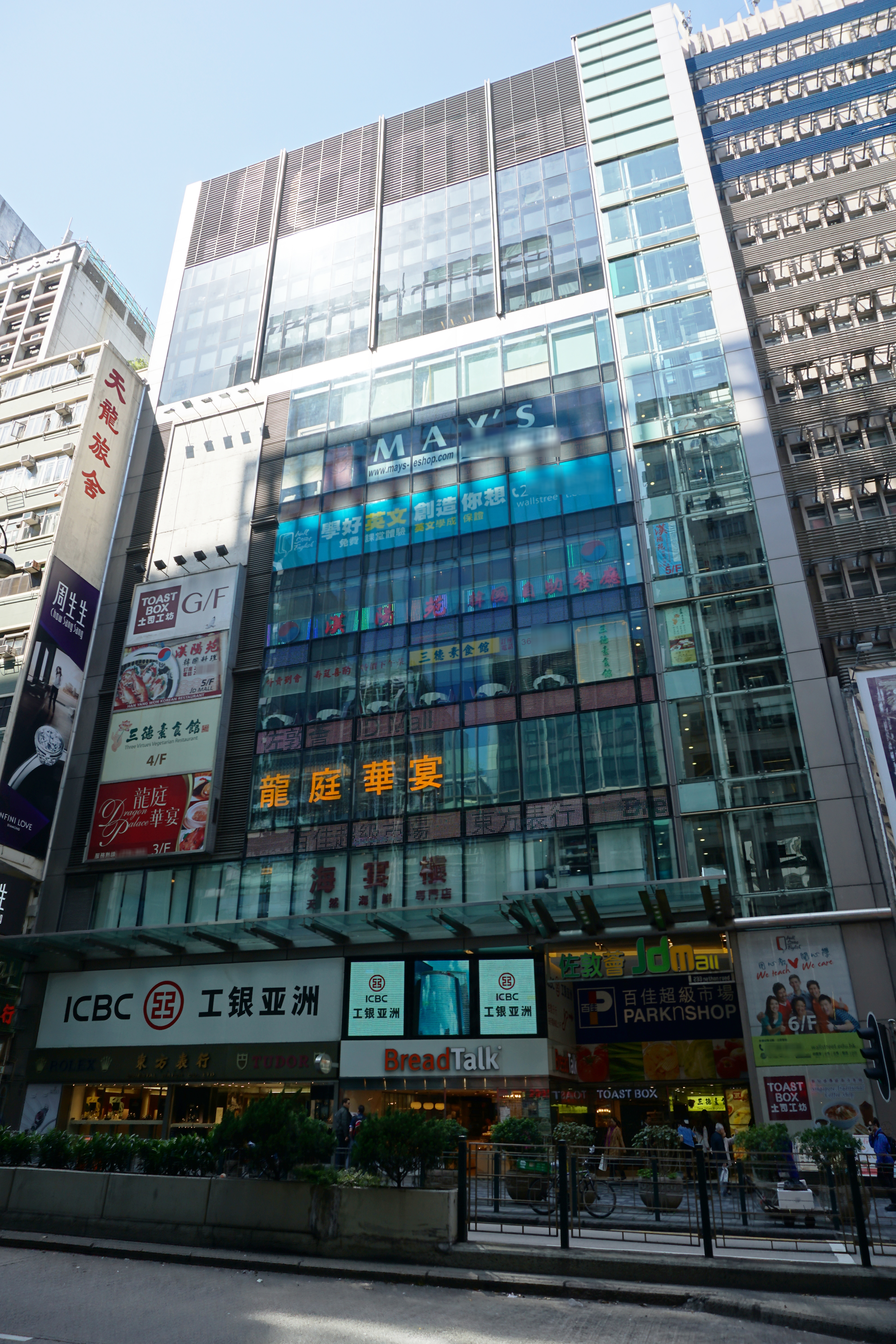
佐敦薈

佐敦薈（英語：JD Mall）是香港一個銀座式商場，位於官涌彌敦道233號（地段編號為九龍內地段1402號C段及餘下部份、九龍內地段1993及1994號）。於2007年落成 ，樓高12層，總樓面為101332方呎，由華潤營造負責興建，並由華潤創業持有。該大廈前身為在1996年被五級大火燒毀的嘉利大廈。

## 興建
由於該大廈前身的嘉利大廈被五級大火燒毀，其後空置，華潤創業耗近10年進行收購及重建，並在2003年引用《土地（為重新發展而強制拍賣）條例》，以1億9千萬元統一業權。興建該大廈索價約10億元。嘉利大廈最終在2004年開始重建，動工前曾先進行盛大宗教儀式以求平安，但在同年6月28日發生了罕見意外，一個4呎長、97公斤重的廢棄圓柱形壓縮氣體滅火樽突然洩氣並急速飛起，然後飛越庇利金街，擊毀相距30多呎一幢大廈十六樓單位中的窗門及簷篷，再反彈回地盤，事件中一名地盤管工的左前臂被擊斷成三截，並有一名男途人被鐵枝碎片打傷右手。

## 商場設計
佐敦薈是一幢長方體的垂直建築，整體外觀為深綠色的玻璃幕牆，1樓至7樓外牆左側設有廣告牌，而寫有“JD Mall”的燈箱則豎立在11樓的圍牆。大廈正門設於大廈的右側，面向彌敦道，側門面向庇利金街，設有無障礙斜道。另外，兩部觀光升降機設於大廈右側，並設有兩部單人扶手電梯。
除地下設有數間店鋪外，大部分樓層均是一層一商鋪，並用作不同用途，包括食肆壽司郎、教會及體檢中心等。
| 樓層 | 店鋪名稱 |
| ---- | --- |
| B/F  | 暫時空置（前租戶先後為華潤萬家及百佳超級市場旗下的Fusion）                                                           |
| G/F  | Shop A：東方錶行 Shop B：麵包新語 BreadTalk Shop C：土司工坊 Toast Box Shop D1：三德素食館 Shop D2：BoxCut速剪理髮店 |
| 1/F  | 壽司郎 |
| 2/F  | 富園海鮮酒家 |
| 3/F  | 凱日精品粤菜館 |
| 4/F  | 三德素食館 |
| 5/F  | 金滿洞韓式燒烤 |
| 6/F  | Wall Street English 英語學院                                                                                         |
| 7/F  | 701：暫時空置 702：一巴仙培訓學院 703-707：泉福堂 - 中國基督教播道會                                                 |
| 8/F  | 泉福堂 - 中國基督教播道會                                                                                            |
| 9/F  | 泉福堂 - 中國基督教播道會                                                                                            |
| 10/F | 泉福堂 - 中國基督教播道會                                                                                            |
| 11/F | 暫時空置（前身為美邦醫學體檢中心）                                                                                   |

## 交通
港鐵
- █  荃灣綫：佐敦站C1出入口
- █  屯馬綫：柯士甸站F出入口

專線小巴